# Diego de Rojas
Diego de Rojas (Burgos, fra il 1490 e il 1495 – Santiago del Estero, 1544) è stato un condottiero ed esploratore spagnolo.
Prese parte alla conquista del Messico, di El Salvador, e dell'Impero Inca. Ricoprì incarichi importanti fra cui quello di governatore di Charcas, da cui dipendeva un vasto e importante territorio strategico facente oggi parte della Bolivia. Organizzò anche una spedizione per l'esplorazione dell'attuale Argentina (zone del Chaco e della Pampa) aprendo un cammino che avrebbe congiunto le Ande peruviane con il Río de la Plata. In quest'ultima impresa trovò la morte per mano degli indios.

## Vita e imprese

### Dalla Spagna all'America centrale
Poco si conosce della sua vita prima dell'arrivo in terra americana nel 1516. Con sicurezza si sa solo che nacque a Burgos da famiglia appartenente alla piccola nobiltà locale, mentre ignoriamo di lui sia l'anno di nascita, che supponiamo compreso fra il 1490 e il 1495, sia gli studi intrapresi prima di lasciare la Spagna.
Nel 1516 sbarcò nel porto di Santo Domingo, dove rimarrà fino al 1522, anno in cui si trasferì in Messico arruolandosi nell'esercito di Hernán Cortés. Qualche anno più tardi passò al servizio di Pedro de Alvarado che lo prese a benvolere nominandolo suo luogotenente. Insieme a quest'ultimo e allo stesso Hernán Cortés prese parte, fra la seconda metà degli anni venti e la prima metà degli anni trenta del Cinquecento, alla conquista di gran parte dell'America centrale (attuali Stati di Guatemala, El Salvador ed Honduras).

### Conquista della Costa del Balsamo
Di assoluto rilievo fu soprattutto il suo ruolo nella conquista dell'attuale Stato di San Salvador. Al momento della fondazione di San Salvador da parte di Pedro di Alvarado, nel 1528, gli spagnoli non avevano ancora assunto il controllo del maggior parte del territorio che attualmente conforma lo Stato che dalla sua capitale prese nome. La zona costiera, fra cui la cosiddetta Costa del Balsamo era abitata da una nazione indigena indipendente (quella dei Lenca) e la stessa San Salvador, all'epoca poco più di un villaggio, era circondata da territori ostili, che ne frenavano lo sviluppo. 
Diego de Rojas, inviato sul posto nel 1529, dopo non poche vicissitudini, fra cui anche alcuni mesi di prigionia comminatagli dal capitano ribelle Martín Estete (poi catturato e giustiziato), riuscì a ridurre all'obbedienza i Lenca (1532-1533). Successivamente, con l'aiuto di un valoroso ufficiale spagnolo, Pedro de Portocarrero, poté pacificare l'intera regione.

### Perù e Regione del Plata
Nel 1536, insieme ad alcuni compagni d'arme restati inoperosi nella città di San Salvador, si recò in Perù dove partecipò, agli ordini di Francisco Pizarro, alla conquista della futura provincia di Charcas (1538-1539). Le doti di stratega di cui diede mostra nel corso della campagna spinsero lo stesso Pizarro a nominarlo governatore della Regione.
Nel maggio 1543 organizzò una spedizione per raggiungere da Cuzco, in Perù, il Río de la Plata, fiume scoperto ventisette anni prima, ma poco esplorato. Dopo aver valicato le Ande, raggiunse le Valli Calchaquíes e il sud dell'attuale provincia argentina di Tucumán. In un giorno non precisato del 1544, non lontano dall'attuale Santiago del Estero in uno scontro con un gruppo di indios della zona, Diego de Rojas fu trafitto da una freccia avvelenata e morì.

## Il Cammino Reale[1]
Dopo la morte di Rojas il comando della spedizione fu preso dal capitano Francisco de Mendoza che riuscì, alcuni mesi più tardi, a raggiungere il Río de la Plata. Il cammino che avrebbe permesso la futura incorporazione del territorio platense alla Corona spagnola era stato finalmente aperto. Il percorso seguito prima da Rojas, poi da Mendoza, venne infatti a conformare, alcuni decenni più tardi, il cosiddetto Cammino reale (Camino real), importante via di comunicazione del Vicereame del Perù e spina dorsale del futuro Vicereame del Río de la Plata. Lungo il cammino vennero fondate le città di San Miguel de Tucumán, Santiago del Estero, Córdoba e Santa Fé, fulcri della colonizzazione spagnola in Argentina.